# ایمان زکی‌زاده
ایمان زکی‌زاده (زاده ۱۹ خرداد ۱۳۷۵ در اصفهان) بازیکن فوتبال ایرانی است که در باشگاه فوتبال گل ریحان البرز در لیگ آزادگان بازی می‌کند.
در تاریخ ۴ اسفند ۱۳۹۶، وی نخستین دیدار رسمی خود در لیگ برتر را در مقابل سیاه جامگان انجام داد.